# Commission des Lois (Sénat)
Pour les articles homonymes, voir Commission des Lois.
Présentation
Bureau
La commission des lois constitutionnelles, de législation, du suffrage universel, du règlement et d’administration générale (LOIS), plus couramment abrégée en commission des lois, est une commission permanente du Sénat français.
Elle est compétente dans les champs du droit civil, droit commercial, droit constitutionnel, droit électoral, droit pénal, ainsi que dans les champs des libertés publiques, de l’organisation de la justice et des collectivités territoriales, tout comme dans le règlement intérieur du Sénat.
Instituée par la résolution du 19 janvier 1959 portant règlement provisoire du Sénat, elle se réunit pour la première fois le 6 mai suivant après le scrutin intégral fondant la chambre le 26 avril. À la suite des élections sénatoriales du 27 septembre 2020, la présidence de la commission est assurée par Muriel Jourda (Les Républicains) à partir du 23 octobre 2024.

## Histoire
La commission des lois constitutionnelles, de législation, du suffrage universel, du règlement et d’administration générale est instituée par la résolution sénatoriale du 16 janvier 1959 portant règlement provisoire du Sénat. Il s’agit d’une des six commissions de sénateurs qualifiées de permanentes créées au début de la Ve République avec celle des affaires culturelles, celle des affaires économiques et du Plan, celle des affaires étrangères, de la défense et des forces armées, celle des affaires sociales ainsi que celle des finances, du contrôle budgétaire et des comptes économiques de la Nation.
Le premier bureau de la commission est constitué le 6 mai 1959 à la suite des élections sénatoriales intégrales survenues le 26 avril 1959 en Métropole et dans les départements et territoires d’outre-mer afin de permettre l’institution du Sénat au sens de la Constitution du 4 octobre 1958. Au cours de cette session parlementaire, la commission est intégrée au règlement définitif du Sénat par une résolution sénatoriale du 9 juin 1959,,.
Le règlement du Sénat prévoit que les membres de la commission font l’objet d’une désignation au début de chaque session ordinaire suivant un renouvellement triennal partiel du Sénat et que son bureau est constitué ensuite par ces membres. Depuis sa création, ces événements se sont produits le 5 octobre 1962, le 6 octobre 1965, le 8 octobre 1968, le 6 octobre 1971, le 4 octobre 1974, le 6 octobre 1977, le 7 octobre 1980, le 5 octobre 1983, le 6 octobre 1986, le 5 octobre 1989, les 7 et 8 octobre 1992, les 4 et 5 octobre 1995, les 6 et 7 octobre 1998, les 3 et 4 octobre 2001, les 6 et 7 octobre 2004, les 7 et 8 octobre 2008, les 5 et 6 octobre 2011,, les 8 et 9 octobre 2014,, les 4 et 5 octobre 2017,, les 6 et 7 octobre 2020,
 ainsi que le 5 octobre 2023.

## Rôle et missions
Le champ de compétences de la commission recouvre les droits civil, commercial, constitutionnel, électoral, pénal et des sociétés, ainsi que les libertés publiques, l’organisation de la justice et des collectivités territoriales. Elle est également compétente en matière des règles propres à la chambre, le règlement du Sénat. Les membres de la commission sont également chargés de veiller au fonctionnement de la Haute Autorité pour la transparence de la vie publique.
Elle commet des rapports d’information, des rapports législatifs ou des rapports budgétaires. Un groupe d’études, celui de l’Arctique, de l’Antarctique et des terres australes, est placé sous son contrôle depuis 2017.
Elle dispose d’un service propre au sein de la direction de la législation et du contrôle du Sénat. Il est sis dans l’aile est du palais du Luxembourg.

## Organisation

### Présidence
À chaque renouvellement triennal du Sénat, le président est la première des personnalités constituant le bureau élue par les autres membres de la commission lors de sa réunion constitutive. Il peut être suppléé ou représenté par un des vice-présidents.
| Président            | Groupe | Groupe | Période du mandat | Période du mandat  | Qualité |
| -------------------- | ------ | ------ | ----------------- | ------------------ | --- |
| Raymond Bonnefous    |        | RI     | 6 mai 1959        | 1er octobre 1971   | Conseiller général de l’Aveyron, élu dans le canton de Rodez-Est (1945-1973) Président du conseil général de l’Aveyron (1949-1976) Sénateur, élu dans l’Aveyron (1959-1971) |
| Léon Jozeau-Marigné  |        | RI     | 6 octobre 1971    | 3 mars 1983        | Sénateur, élu dans la Manche (1948-1983) Conseiller général de la Manche, élu dans le canton d’Avranches (1951-1988) Maire d’Avranches (1953-1983) Président du conseil général de la Manche (1968-1988) Président du conseil régional de Basse-Normandie (1974-1978 et 1982-1983)                                                              |
| Léon Jozeau-Marigné  | UREI   |        | 6 octobre 1971    | 3 mars 1983        | Sénateur, élu dans la Manche (1948-1983) Conseiller général de la Manche, élu dans le canton d’Avranches (1951-1988) Maire d’Avranches (1953-1983) Président du conseil général de la Manche (1968-1988) Président du conseil régional de Basse-Normandie (1974-1978 et 1982-1983)                                                              |
| Jacques Larché       |        | UREI   | 5 octobre 1983    | 30 septembre 2001  | Conseiller général de Seine-et-Marne, élu dans le canton de Rebais (1973-2004) Sénateur, élu en Seine-et-Marne (1977-2004) Président du conseil général de Seine-et-Marne (1992-2004) Conseiller municipal de Meaux (1983-1995) |
| Jacques Larché       | RI     |        | 5 octobre 1983    | 30 septembre 2001  | Conseiller général de Seine-et-Marne, élu dans le canton de Rebais (1973-2004) Sénateur, élu en Seine-et-Marne (1977-2004) Président du conseil général de Seine-et-Marne (1992-2004) Conseiller municipal de Meaux (1983-1995) |
| René Garrec          |        | RI     | 5 octobre 2001    | 30 septembre 2004  | Conseiller municipal de Caen (à partir de 1969) Président du conseil régional de Basse-Normandie (1986-2004) Sénateur, élu dans le Calvados (1998-2014) |
| René Garrec          | UMP    |        | 5 octobre 2001    | 30 septembre 2004  | Conseiller municipal de Caen (à partir de 1969) Président du conseil régional de Basse-Normandie (1986-2004) Sénateur, élu dans le Calvados (1998-2014) |
| Jean-Jacques Hyest   |        | UMP    | 7 octobre 2004    | 30 septembre 2011  | Maire de La Madeleine-sur-Loing (1983-2015) Conseiller général de Seine-et-Marne, élu dans le canton de Château-Landon (1982-2015) Sénateur, élu en Seine-et-Marne (1995-2015) |
| Jean-Pierre Sueur    |        | SOC    | 4 octobre 2011,   | 30 septembre 2014  | Sénateur, élu dans le Loiret (depuis 2001) |
| Philippe Bas         |        | UMP    | 9 octobre 2014    | 30 septembre 2020, | Conseiller général de la Manche, élu dans le canton de Saint-Pois (2008-2015) Sénateur, élu dans la Manche (2011-2025) Conseiller départemental de la Manche, élu dans le canton de Villedieu-les-Poêles devenu celui de Villedieu-les-Poêles-Rouffigny (2015-2025) Président du conseil départemental de la Manche (en 2015 et de 2016 à 2017) |
| Philippe Bas         | REP    |        | 9 octobre 2014    | 30 septembre 2020, | Conseiller général de la Manche, élu dans le canton de Saint-Pois (2008-2015) Sénateur, élu dans la Manche (2011-2025) Conseiller départemental de la Manche, élu dans le canton de Villedieu-les-Poêles devenu celui de Villedieu-les-Poêles-Rouffigny (2015-2025) Président du conseil départemental de la Manche (en 2015 et de 2016 à 2017) |
| François-Noël Buffet |        | REP    | 7 octobre 2020    | 21 octobre 2024    | Sénateur, élu dans le Rhône (depuis 2004) Conseiller de la Métropole-de-Lyon, élu dans la circonscription de Lônes-et-Coteaux (depuis 2020) |
| Muriel Jourda        |        | REP    | 23 octobre 2024   | En cours           | Sénatrice, élu dans le Morbihan (depuis 2017) |

### Bureau
Le bureau se constitue du président, des vice-présidents et des secrétaires. Tous sont élus par les membres de la commission,.
Le président et les vice-présidents font l’objet d’une élection au scrutin secret depuis la résolution du 25 octobre 1979.
| Résolution sénatoriale | Nombre de vice-présidents | Nombre de secrétaires |
| ---------------------- | ------------------------- | --------------------- |
| 16 janvier 1959        | 3                         | 3                     |
| 9 juin 1959            | 3                         | 3                     |
| 22 avril 1971          | 3                         | 4                     |
| 21 novembre 1995       | 6                         | 4                     |
| 2 juin 2009            | 8                         | Non fixé              |

### Membres
Les membres de la commission des lois sont désignés en séance plénière du Sénat. Leur nombre varie depuis 1959.
| Résolution sénatoriale | Nombre de membres                          | Entrée en vigueur                          |
| ---------------------- | ------------------------------------------ | ------------------------------------------ |
| 16 janvier 1959        | 35                                         | Session ordinaire de 1959                  |
| 9 juin 1959            | 35                                         | 9 juin 1959                                |
| 14 mai 1968            | 38                                         | Première session ordinaire de 1968-1969    |
| 30 juin 1977           | 39                                         | Après le renouvellement sénatorial de 1977 |
| 30 juin 1977           | 40                                         | Après le renouvellement sénatorial de 1980 |
| 30 juin 1977           | 42                                         | Après le renouvellement sénatorial de 1983 |
| 15 juin 1983           | 42                                         | Après le renouvellement sénatorial de 1983 |
| 43                     | Après le renouvellement sénatorial de 1989 |                                            |
| 43                     | 12 juin 1989                               | 12 juin 1989                               |
| 44                     | 12 juin 1989                               | Après le renouvellement sénatorial de 1989 |
| 11 mai 2004            | 45                                         | Après le renouvellement sénatorial de 2004 |
| 11 mai 2004            | 47                                         | Après le renouvellement sénatorial de 2007 |
| 4 juin 2008            | 48                                         | Après le renouvellement sénatorial de 2008 |
| 2 juin 2009            | 48                                         | 2 juin 2009                                |
| 2 juin 2009            | 49                                         | Après le renouvellement sénatorial de 2011 |
| 19 décembre 2011       | 49                                         | 19 décembre 2011                           |